# Ciekły hel

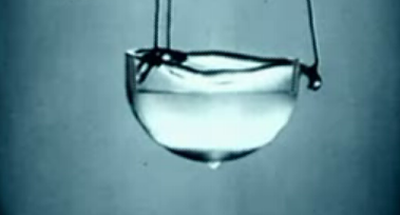
Ciekły hel w szklanej łyżeczce

Ciekły hel – hel pierwiastkowy w stanie ciekłym.
Hel występuje w stanie ciekłym tylko w ekstremalnie niskich temperaturach. Temperatura wrzenia i punkt krytyczny zależą od składu izotopowego (patrz tabela poniżej). Gęstość ciekłego helu przy ciśnieniu 1 atm wynosi w przybliżeniu 0,125 g/cm3.
Izotop helu 4He po raz pierwszy skroplił Kamerlingh Onnes 10 lipca 1908 roku. Ciekły 4He jest stosowany w kriogenice; jest używany do chłodzenia nadprzewodzących magnesów stosowanych w spektroskopii MRI i NMR, a także w akceleratorach cząstek naładowanych.
Temperatura skraplania helu jest bardzo niska ze względu na małą masę atomową tego pierwiastka oraz słabe oddziaływania międzycząsteczkowe, wynikające z pełnego obsadzenia powłoki walencyjnej elektronami, podobnie jak w przypadku innych gazów szlachetnych. Mała masa atomowa powoduje, że energia kwantowych drgań zerowych wokół położenia równowagi ma relatywnie znaczną wartość. Energia ta wzrasta wraz z upakowaniem przestrzennym atomów helu, zatem faza stała jest nietrwała w stosunku do cieczy.
Pod ciśnieniem atmosferycznym hel pozostałby ciekły nawet w temperaturze zera bezwzględnego. W wystarczająco niskiej temperaturze, zarówno 3He jak i 4He przechodzą w stan nadciekły (zobacz tabelę poniżej).
Wyraźne efekty kwantowe powodują również bardzo niewielką różnicę między temperaturą wrzenia a temperaturą krytyczną.
Ciekły 3He i 4He w temperaturze powyżej 0,9 K (−272 °C) pod ciśnieniem pary nasyconej mieszają się częściowo. Poniżej tej temperatury mieszanina ulega rozdzieleniu na dwa izotopy, w której 3He jest w stanie ciekłym, a 4He w stanie nadciekłym (dzieje się tak, ponieważ może zajść spadek entalpii powodujący rozdział). W niskiej temperaturze, faza nadciekła bogata w 4He może zawierać do 6% 3He, umożliwia to otrzymywanie temperatur rzędu kilku mK powyżej zera bezwzględnego.
| Właściwość                                                                        | 4He       | 3He       |
| --------------------------------------------------------------------------------- | --------- | --------- |
| Temperatura krytyczna                                                             | 5,20 K    | 3,31 K    |
| Temperatura wrzenia przy ciśnieniu 1 atm                                          | 4,22 K    | 3,19 K    |
| Minimalne ciśnienie potrzebne do zestalenia                                       | 25,32 bar | 29,32 bar |
| Temperatura przemiany w nadciecz przy ciśnieniu pary nasyconej (przemiana lambda) | 2,18 K    | 0,0026 K  |

## Galeria

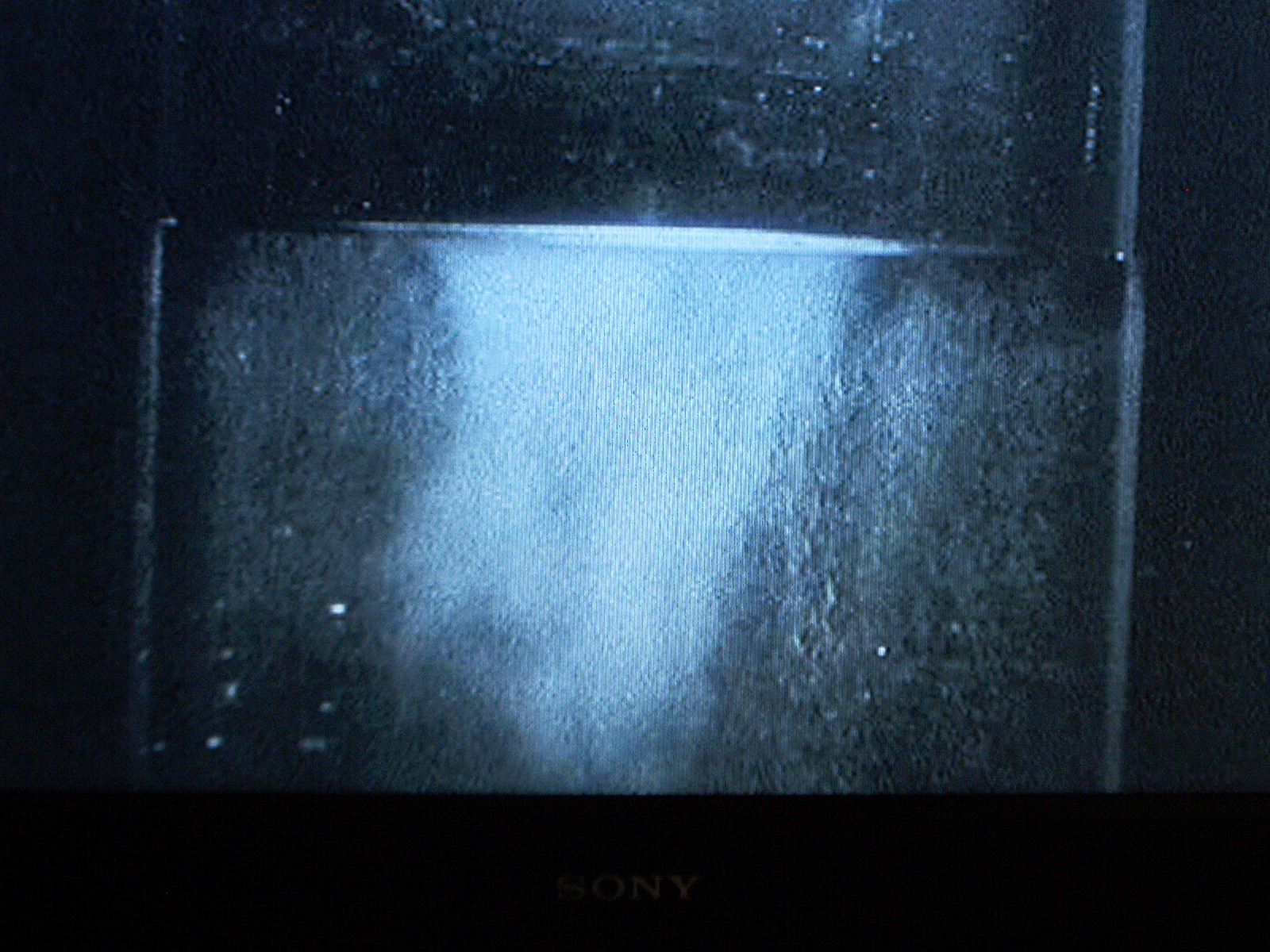
Ciekły, wolno wrzący hel pod ciśnieniem 1 atm, w temperaturze 4,2 K
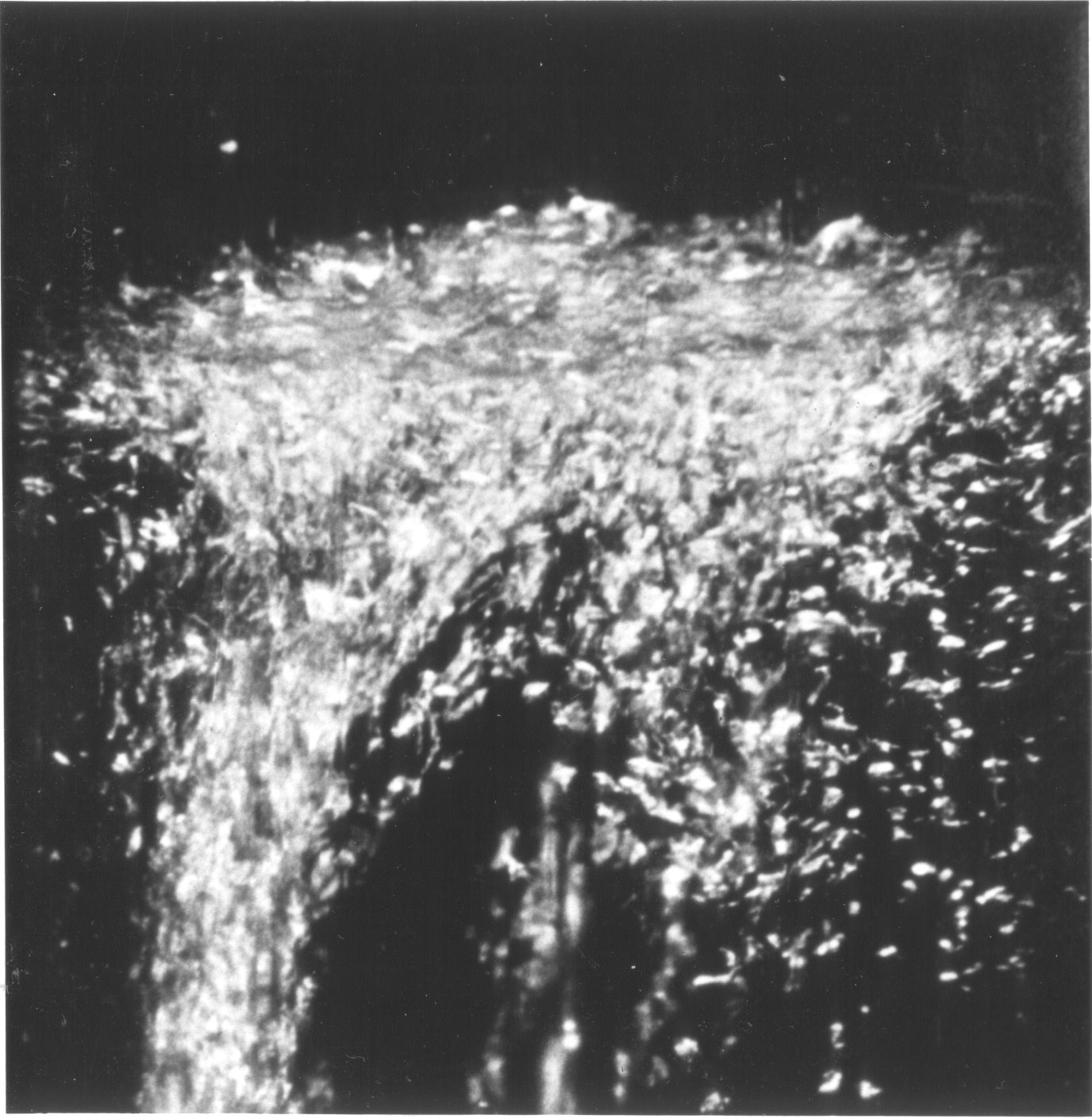
Ciekły hel w punkcie lambda
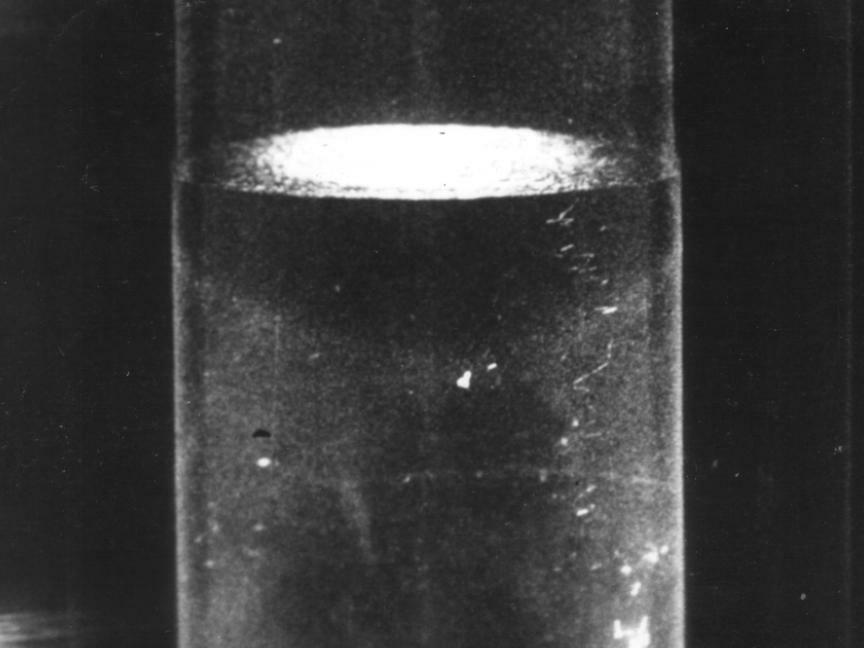
Nadciekły hel w temperaturze niższej niż 2,17 K